# François Fournier-Sarlovèze
El comte François Fournier-Sarlovèze   (Sarlat e La Canedat, 6 de setembre de 1773 - París, 18 de gener de 1827), fou un general de l'Imperi francès.
Sobrenomenat per la guerrilla espanyola "El Demonio", tant per la seva brutalitat com per la seva formidable eficiència en la lluita contra la guerra de guerrilles, és un dels rars personatges d'origen comú que s'ha distingit per dos títols nobles., una conferida per l'emperador, l'altra pel rei de França.
Els seus duels van inspirar la novel·la The Duel de Joseph Conrad adaptada al cinema per Ridley Scott sota el títol The Duelists. El seu oponent ha estat identificat sovint com el general Pierre-Antoine Dupont de l'Étang. Descansa al cementiri de Sarlat, a prop d’un altre oficial Henry Sanfourche.